# Khubsoorat
Khubsoorat (Hindi: खूबसूरत, Khūbsūrat) ist eine Hindi-Filmkomödie von Hrishikesh Mukherjee aus dem Jahr 1980.

## Handlung
Anju und Manju leben mit ihrem verwitweten Vater Ram Dayal in Bombay. Den beiden Töchtern wurde gelehrt das Leben zu genießen. Doch diese Freiheit gebührt Anju in ihrem neuen Leben nicht. Nachdem sie in die Gupta-Familie eingeheiratet hat, herrschen andere Regeln. Ihre Schwiegermutter verbietet jegliche Art von Spaß. Mit ihrer herrischen Art macht sie sogar ihrem Ehemann Dwarka Prasad Gupta und ihren Söhnen das Leben schwer.
Eines Tages stattet Manju den Guptas einen Besuch ab. Im Sturm erobert sie das Herz von Inder Gupta und bringt wieder Freude in Dwarkas Leben. Sie sieht zu, dass alle ihren Bedürfnissen nachgehen. Natürlich stößt sie damit bei Mrs. Gupta auf Widerstand.
Dwarka Prasad nimmt Manju in Schutz und schimpft seine Frau derart aus, dass er einen Herzinfarkt erleidet. Erst als Manju sich sehr intensiv um Dwarkas Genesung kümmert, erkennt Mrs. Gupta ihre Gutmütigkeit. Zu aller Freude kommt es zur Hochzeit zwischen Manju und Inder.

## Musik
| Lied                                          | Sänger                                |
| --------------------------------------------- | ------------------------------------- |
| Sun Sun Sun Didi Tere Liye Ek Rishta Aaya Hai | Asha Bhosle                           |
| Kayda Kayda                                   | Rekha, Sapan Chakraborty              |
| Piya Banwari                                  | Asha Bhosle, Ashok Kumar              |
| Sare Niyam Tod Do                             | Asha Bhosle, Kalyani, Usha Mangeshkar |

## Auszeichnungen
Filmfare Award 1981
- Filmfare Award/Bester Film an Hrishikesh Mukherjee und N. C. Sippy
- Filmfare Award/Beste Hauptdarstellerin an Rekha
- Filmfare Award/Bester Komiker an Keshto Mukherjee

Nominierungen
- Filmfare Award/Beste Regie an Hrishikesh Mukherjee
- Filmfare Award/Beste Nebendarstellerin an Dina Pathak